# Exallancyla
Exallancyla is een kevergeslacht uit de familie van de boktorren (Cerambycidae). De wetenschappelijke naam van het geslacht werd voor het eerst geldig gepubliceerd in 2000 door Monné M. L. & Napp.

## Soorten
Exallancyla is monotypisch en omvat slechts de volgende soort:
- Exallancyla tuberculicollis (Aurivillius, 1920)